# 本間俊雄
本間 俊雄（ほんま としお、1955年 -　）は、日本の建築学者。専門は建築構造の数値解析。
鹿児島大学教授。東京都渋谷区生まれ。

## 略歴
- 1979年、日本大学生産工学部数理工学科卒業
- 1981年、日本大学大学院生産工学研究科博士前期課程建築工学専攻修了
- 1981年-1982年、日本大学生産工学部職員
- 1982年-1986年、日本大学#研究科理工学研究科博士後期課程海洋建築工学専攻修了
- 1986年-、日本大学　工学博士　論文の題は　「有限要素法による張力場の近似解析に関する基礎的研究」 [1]
- 1986年-1989年、日本大学大学院理工学研究科研究生
- 1986年-1998年、フジタ工業(現 株式会社フジタ)技術開発研究所
- 1993年-1994年、第9回および第11回日本コンピュータグラフィックス協会主催NICOGRAPH論文コンテスト佳作
- 1997年、日本建築学会奨励賞
- 1998年-1999年、鹿児島大学工学部建築学科に赴任。建築構造構成学講座文部教官・助教授兼大学院理工学研究科建築学専攻授業担当指導教官
- 1999年-2004年、鹿児島大学大学院理工学研究科物質生産工学専攻指導教官
- 2004年-2007年、鹿児島大学工学部建築学科助教授
- 2007年-2009年、鹿児島大学工学部建築学科建築構造構成学講座准教授
- 2007年、工学部建築学科教授に就任
- 2009年、大学院理工学研究科建築学専攻教授

## おもな著
- 20463 膜構造の裁断図解析に関する基礎的研究 : その1要素形状と裁断線(膜構造(2),構造I) （学術講演梗概集. B-1, 構造I, 荷重・信頼性,応用力学・構造解析,基礎構造,シェル・立体構造・膜構造 2010, 925-926, 2010年7月）
- 20464 膜構造の膜裁断図解析に関する基礎的研究 : その2裁断図解析結果による模型と計測値(膜構造(2),構造I)(学術講演梗概集. B-1, 構造I, 荷重・信頼性,応用力学・構造解析,基礎構造,シェル・立体構造・膜構造 2010, 927-928, 2010年7月）
- 20412 パラメトリック曲面の制御点制約条件を利用した非対称曲面シェルの構造最適化 : 解の多様性を考慮したGA系解法の適用(形態創生・最適化(1),構造I) （学術講演梗概集. B-1, 構造I, 荷重・信頼性,応用力学・構造解析,基礎構造,シェル・立体構造・膜構造 2010, 823-824, 2010年7月）
- 643 豪雨災害関係者の経験に基づく復興イベントの構造化に関するシステム試行(建築計画)（日本建築学会研究報告. 九州支部. 3, 計画系 (49), 169-172, 2010年3月）
- 221 膜構造の裁断図解析と実験による形態確認(建築構造)(日本建築学会研究報告. 九州支部. 1, 構造系 (49), 241-244, 2010年3月）
- 218 格子状平板の初期曲げにより形成されるグリッドシェルに関する実験的研究(建築構造)(日本建築学会研究報告. 九州支部. 1, 構造系 (49), 229-232, 2010年3月）
- 217 座標仮定有限要素法による複合張力構造解析に関する基礎的研究(建築構造) (日本建築学会研究報告. 九州支部. 1, 構造系 (49), 225-228, 2010年3月）
- 216 解の多様性を考慮したGA系解法によるパラメトリック曲面を利用した自由曲面シェルの構造最適化(建築構造)((日本建築学会研究報告. 九州支部. 1, 構造系 (49), 221-224, 2010年3月）
- 215 張力構造におけるupdated-Lagrange法による座標仮定有限要素法(建築構造) ((日本建築学会研究報告. 九州支部. 1, 構造系 (49), 217-220, 2010年3月）
- コロキウム構造形態の解析と創生2009 (建築雑誌 125(1600), 103-105, 2010年2月）
- 地域活動を支える個人・組織間のつながりの構造と形成要因の分類 (鹿児島大学工学部研究報告 51, 57-62, 2009年10月）
- 自己組織化臨界状態解析と感性評価を用いた街路景観評価の試み(一般講演B2,数理3(評価)) (バイオメディカル・ファジィ・システム学会大会講演論文集 : BMFSA (22), 63-66, 2009年10月）
- 解の多様性を考慮した優良解を探索する遺伝的アルゴリズム系解法と解の特性(一般講演B1,GA) (バイオメディカル・ファジィ・システム学会大会講演論文集 : BMFSA (22), 21-24, 2009年10月）
- 曲線・曲面の掃引を用いた低層集合住宅形態の計画・設計 : 解の多様性を考慮したGA系解法の適用(一般講演B1,GA)(バイオメディカル・ファジィ・システム学会大会講演論文集 : BMFSA (22), 17-20, 2009年10月）
- 5618 地域活動を支える個人・組織間のつながりの形成要因 : 人口減少と市町村合併に伴う生活圏域と生活サービス手法の再編(協働とまちづくり,建築計画I) (学術講演梗概集. E-1, 建築計画I, 各種建物・地域施設, 設計方法, 構法計画, 人間工学, 計画基礎 2009, 1259-1260, 2009年7月）
- 20433 膜構造の裁断図解析におけるリメッシュ法と動的解析(膜構造(2),構造I) (学術講演梗概集. B-1, 構造I, 荷重・信頼性,応用力学・構造解析,基礎構造,シェル・立体構造・膜構造 2009, 865-866, 2009年7月）
- 20424 ニューマチック効果を考慮した空気膜構造の動的応答解析(膜構造(1),構造I)(学術講演梗概集. B-1, 構造I, 荷重・信頼性,応用力学・構造解析,基礎構造,シェル・立体構造・膜構造 2009, 847-848, 2009年7月）
- 20162 骨組構造の形態創生問題に対する解の多様性を考慮したGA系解法の適用(骨組・最適設計,構造I) (学術講演梗概集. B-1, 構造I, 荷重・信頼性,応用力学・構造解析,基礎構造,シェル・立体構造・膜構造 2009, 323-324, 2009年7月）
- 209 骨組・ケーブル膜構造の幾何学的非線形解析 : 座標仮定有限要素法による裁断図解析+動的解析(建築構造) (日本建築学会研究報告. 九州支部. 1, 構造系 (48), 237-240, 2009年3月）
- 216 多様性のある解を考慮したGA系解法ISGAの特性と骨組構造への適用(建築構造) (日本建築学会研究報告. 九州支部. 1, 構造系 (48), 265-268, 2009年3月）
- 215 出現・消滅係数を設定したセル・オートマン法による3次元構造物の形態創生(建築構造) (日本建築学会研究報告. 九州支部. 1, 構造系 (48), 261-264, 2009年3月）
- 208 変動風速シミュレーションによるニューマチック効果を考慮した空気膜構造物の動的解析(建築構造) (日本建築学会研究報告. 九州支部. 1, 構造系 (48), 233-236, 2009年3月）
- 611 低層集合住宅の発想支援システムを用いた配置計画・設計手法(建築計画) (日本建築学会研究報告. 九州支部. 3, 計画系 (48), 41-44, 2009年3月）
- 637 地域活動を支える個人・組織間のネットワーク形成要因 : 人口減少と市町村合併に伴う生活圏域と生活サービス手法の再編(建築計画) (日本建築学会研究報告. 九州支部. 3, 計画系 (48), 145-148, 2009年3月）
- 773 自己組織化臨界状態解析と感性評価を用いた街路景観把握の試み(都市計画) (日本建築学会研究報告. 九州支部. 3, 計画系 (48), 589-592, 2009年3月）
- 構造形態の創生--形態解析と最適化 (特集 フォルムと構造システム) -- (フォルムを実現する解析技術) (建築技術 (709), 136-139, 2009年2月）
- 5157 人口減少と市町村合併に伴うコミュニティ施設再編のための指標抽出(その2)(公共施設,建築計画I) (学術講演梗概集. E-1, 建築計画I, 各種建物・地域施設, 設計方法, 構法計画, 人間工学, 計画基礎 2008, 339-340, 2008年7月）
- 5156 人口減少と市町村合併に伴うコミュニティ施設再編のための指標抽出(その1)(公共施設,建築計画I) (学術講演梗概集. E-1, 建築計画I, 各種建物・地域施設, 設計方法, 構法計画, 人間工学, 計画基礎 2008, 337-338, 2008年7月）
- 20470 座標仮定と変位仮定を融合させた有限要素技術による張力構造の幾何学的非線形解析(膜構造:解析・施工,構造I) (学術講演梗概集. B-1, 構造I, 荷重・信頼性,応用力学・構造解析,基礎構造,シェル・立体構造・膜構造 2008, 939-940, 2008年7月）
- 20471 ケーブル補強膜構造物の裁断図解析(膜構造:解析・施工,構造I) (学術講演梗概集. B-1, 構造I, 荷重・信頼性,応用力学・構造解析,基礎構造,シェル・立体構造・膜構造 2008, 941-942, 2008年7月）
- 214 免疫システムを導入したGAによるトラス構造物の最適化(建築構造) (日本建築学会研究報告. 九州支部. 1, 構造系 (43), 213-216, 2004年3月）